# IC 5262/2
IC 5262/2 је лентикуларна галаксија у сазвијежђу Јужна риба која се налази на листи објеката дубоког неба у Индекс каталогу.
Деклинација објекта је - 33° 53' 41" а ректасцензија 22h 55m 22,3s. Привидна величина (магнитуда) објекта IC 5262 износи 14,2 а фотографска магнитуда 15,2. IC 52622 је још познат и под ознакама MCG -6-50-10, AM 2252-340, PGC 70010.